# Ла Чача (Сасари)
Ла Чача је насеље у Италији у округу Сасари, региону Сардинија.
Према процени из 2011. у насељу је живело 383 становника. Насеље се налази на надморској висини од 24 м.